# ザコ姫さまは生きのびたい! 〜処刑の危機は、姫プレイで乗り切ります〜
『ザコ姫さまは生きのびたい！〜処刑の危機は、姫プレイで乗り切ります〜』（ザコひめさまはいきのびたい しょけいのききは、ひめプレイでのりきります）は原作：焦田シューマイ、作画：おみおみ、構成：木場健介による日本の漫画作品。『ガンガンONLINE』（スクウェア・エニックス）にて、2022年2月28日に読切を発表。2023年1月10日より連載を開始。

## あらすじ
ある日、皇女セスリアは前世の記憶がよみがえり、自分が女子高生でゲーマーだったことを思い出す。ゲーム『レゾナントファンタジア』のキャラクターとして転生していると気づき、3年後に処刑されるシナリオであることを思い出す。処刑の運命を回避するために、ゲームスキルと「姫プレイ」を駆使して奮闘する。

## 登場人物
セスリア
皇女で転生者。転生後のレベルは１。赤い瞳と愛らしい容姿を持ちながらも、周囲と異なる外見のために蔑まれてきた。3年後に処刑される運命であり、「姫プレイ」と前世で磨いたゲームのスキルを駆使して、生き延びようと計画している。
前世
MMO『レゾナントファンタジア』に熱中していた女子高生。ゲーム内では無敵のギルドマスターで、タイムアタックの優勝者。
レグナス
皇子。セスリアの兄。冷たい態度を取ることが多く、妹のセスリアに対しても冷たい態度を見せている。
2巻のおまけ漫画では少年時代が描かれ 、3巻のおまけ漫画ではセスリアに誕生日を祝われる。
ライネルト
騎士。天然タラシ。
ミラ
聖女。神託をもたらす。セスリアを追っている。

## 作中に登場するゲーム用語
姫プレイ
ロールプレイゲームにおいて、「姫」として守られることを楽しむプレイスタイル。

## 制作エピソード
- 原作担当の焦田シューマイによると、グイドはChapter 0にだけ登場する予定のキャラクターだった。しかし、作画担当のおみおみによるキャラクターデザインが素晴らしかったため、Chapter 1以降にも登場することになったという[12] [13]。
- おみおみによると、焦田シューマイからミラの知られざる設定をこっそりと教わり、第3巻の裏表紙下部に描いた[14]。焦田シューマイによれば、ミラの設定として、髪のお手入れを欠かさず（寝相や寝癖が悪い）、毎日牛乳を飲む（身長を気にしている）などの内容が伝えられた [15]。

## 国内での掲載
2022年2月28日に読切作品がガンガンONLINEで発表された。同年12月19日に掲載が一時終了した後、2023年1月10日に連載がスタート。連載はChapter 1『疑いの目は口八丁でしのぎます』から始まり、同時に読切版もChapter 0として再掲載された。
2024年8月19日、『ダ・ヴィンチWeb』で冒頭部分の掲載が開始した。

## 国外での発表
2024年2月13日には英語版『The Newbie Princess Doesn't Want a Game Over! Survive Through the Power of Simping』の連載がスクウェア・エニックスのManga UP! Globalで始まった。
2024年10月25日に韓国語版『약한 공주님은 살아남고 싶어! ~ 처형 위기는 공주님 플레이로 극복하겠습니다 ~』の第１巻が大元 C.I.から発売された。同年12月13日には第２巻も発売された。

## 書誌情報
- 『ザコ姫さまは生きのびたい! 〜処刑の危機は、姫プレイで乗り切ります〜』スクウェア・エニックス〈ガンガンコミックスコミックスONLINE〉、既刊3巻（2024年8月9日現在）
  1. 2023年4月12日発売[6][21][7]、ISBN 978-4-7575-8530-0
  2. 2023年10月12日発売[22][5]、ISBN 978-4-7575-8858-5
  3. 2024年8月9日発売[23][8]、ISBN 978-4-7575-9361-9